# 79472 Chiorny
79472 Chiorny è un asteroide della fascia principale. Scoperto nel 1998, presenta un'orbita caratterizzata da un semiasse maggiore pari a 1,9617739 au e da un'eccentricità di 0,0799582, inclinata di 24,34288° rispetto all'eclittica.
L'asteroide è dedicato all'astronomo ucraino Vasilij G. Chiorny.